# Эрхарт, Михель
Михель Эрхарт (нем. Michel Erhart; 1440-е, предположительно Констанц — после 1522, Ульм) — немецкий скульптор по камню и резчик по дереву позднего средневековья, эпохи поздней готики и начала Северного Возрождения. Работал преимущественно в городе Ульм (Баден-Вюртемберг, на реке Дунай) и его окрестностях. Его творчество относят к позднеготической швабской школе.

## Жизнь и творчество
Михель Эрхарт много путешествовал по странам Западной Европы, работал в Германии: Констанце и Страсбурге, а также в Нидерландах. В 1469 году скульптор обосновался в вольном имперском городе Ульм. Работал в мастерской Йорга Сюрлина (Сирлина) Старшего, в 1469—1474 годах принимал участие в оформлении хора Ульмского собора. Позднее ему было поручено создание скульптур главного алтаря собора (не сохранился). Не позднее 1474 года Михель Эрхарт приступил к работе в собственной скульптурной мастерской. В этой мастерской трудились его сыновья Грегор и Бернгарт Эрхарт, а также зять Адольф Даухер.
В 1490-х годах мастер Эрхарт работал по заказам из Аугсбурга, в то время одного из главных центров искусства Южной Германии, а затем организовал в этом городе большую мастерскую, в которой работал со своими помощниками.
В произведениях, созданных Михелем Эрхартом, отчётливо чувствуется нидерландская художественная традиция. Особенно ощутимо влияние нового стиля голландского скульптора Николауса Герхарта ван Лейдена, в мастерской которого в Страсбурге Михель, по всей вероятности, некоторое время работал, а также нидерландского живописца XV столетия Рогира ван дер Вейдена.
Одной из наиболее значимых работ скульптора являются бюсты, украшающие хор Ульмского собора, приписываемые ранее Йоргу Сюрлину Старшему. Среди других произведений — главный алтарь монастырской церкви в Блаубойрене (1493—1494), Распятие в «Капелле Лучших» (Besserer-Kapelle) Ульмского собора (после 1490 года), Распятие в церкви Святого Михаила в Швебиш-Халле (1494) и в церкви св. Мартина в Ландсхуте (1495), Мариен-алтарь в Лаутерне (1500) и деревянная скульптура Марии Заступницы (Schutzmantel Maria) в Равенсбурге — так называемая «Равенсбургская Мадонна» (Ravensburger Schutzmantelmadonna, 1480). Эта скульптура, как писал М. Я. Либман, «демонстрирует идеал последней трети века — внешне более бесплотный и графический. Изменилась также полихромия статуй… На место скромной белизны пришла богатая позолота, орнаментальная разработка, напоминающая парчу и рытый бархат… Михель Эрхарт мог опереться на сложившуюся к тому времени традицию. Ульмские мастера соединяли местные и внешние элементы».

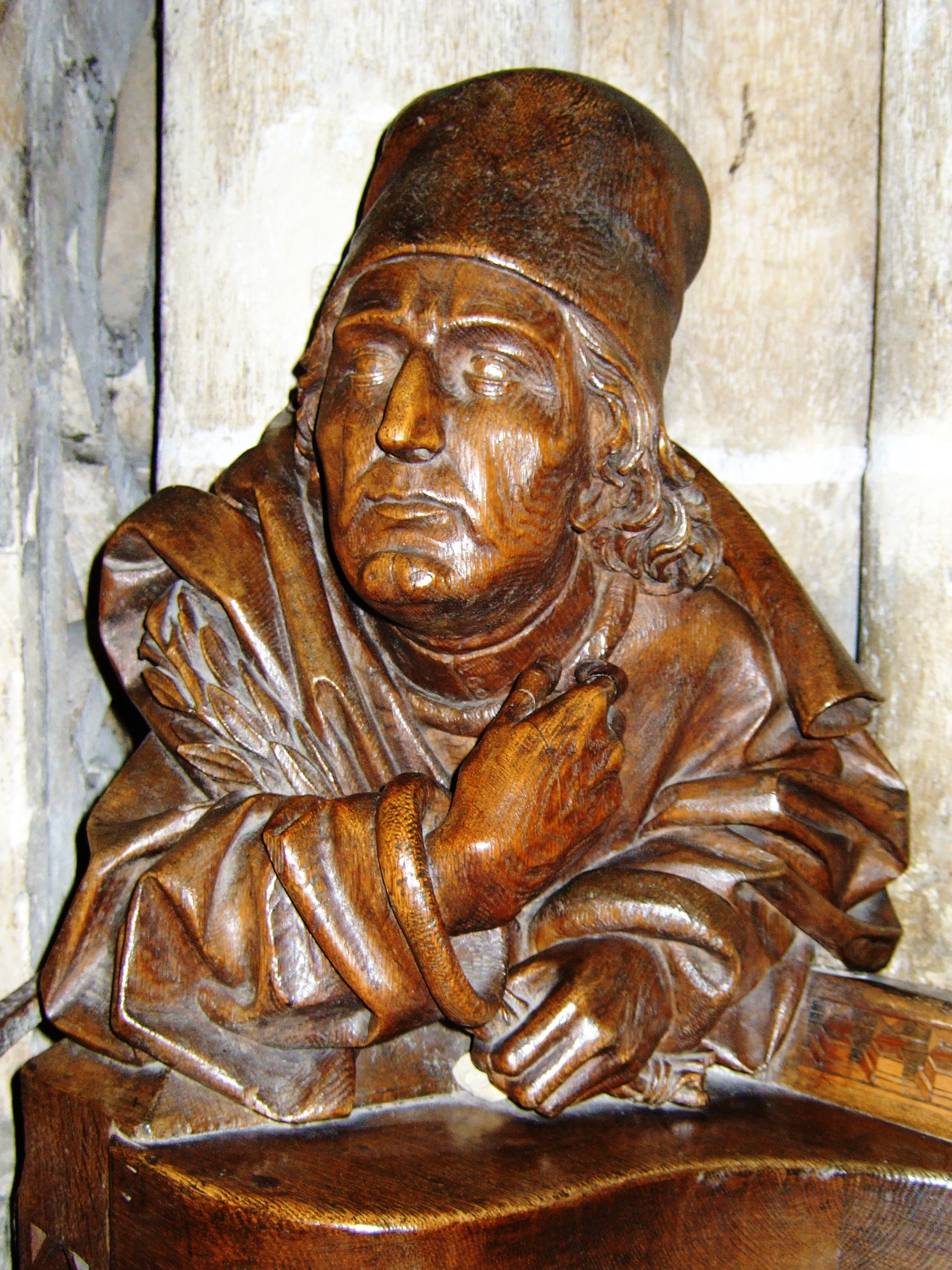
Бюст Вергилия. Хор Ульмского собора. Между 1470 и 1475
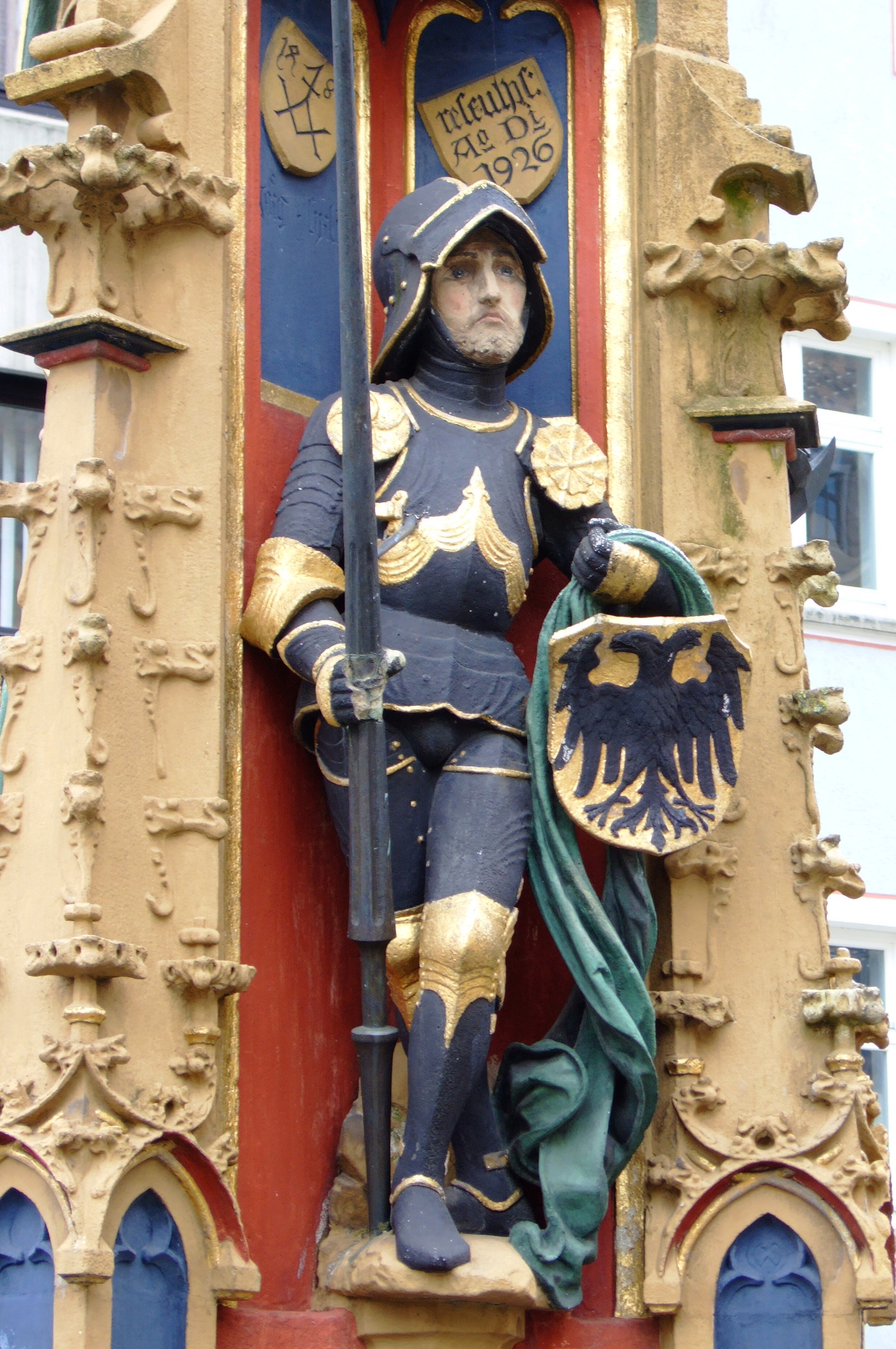
Рыцарь у Рыбного источника (Fischkastenbrunnen). 1482. Ульм
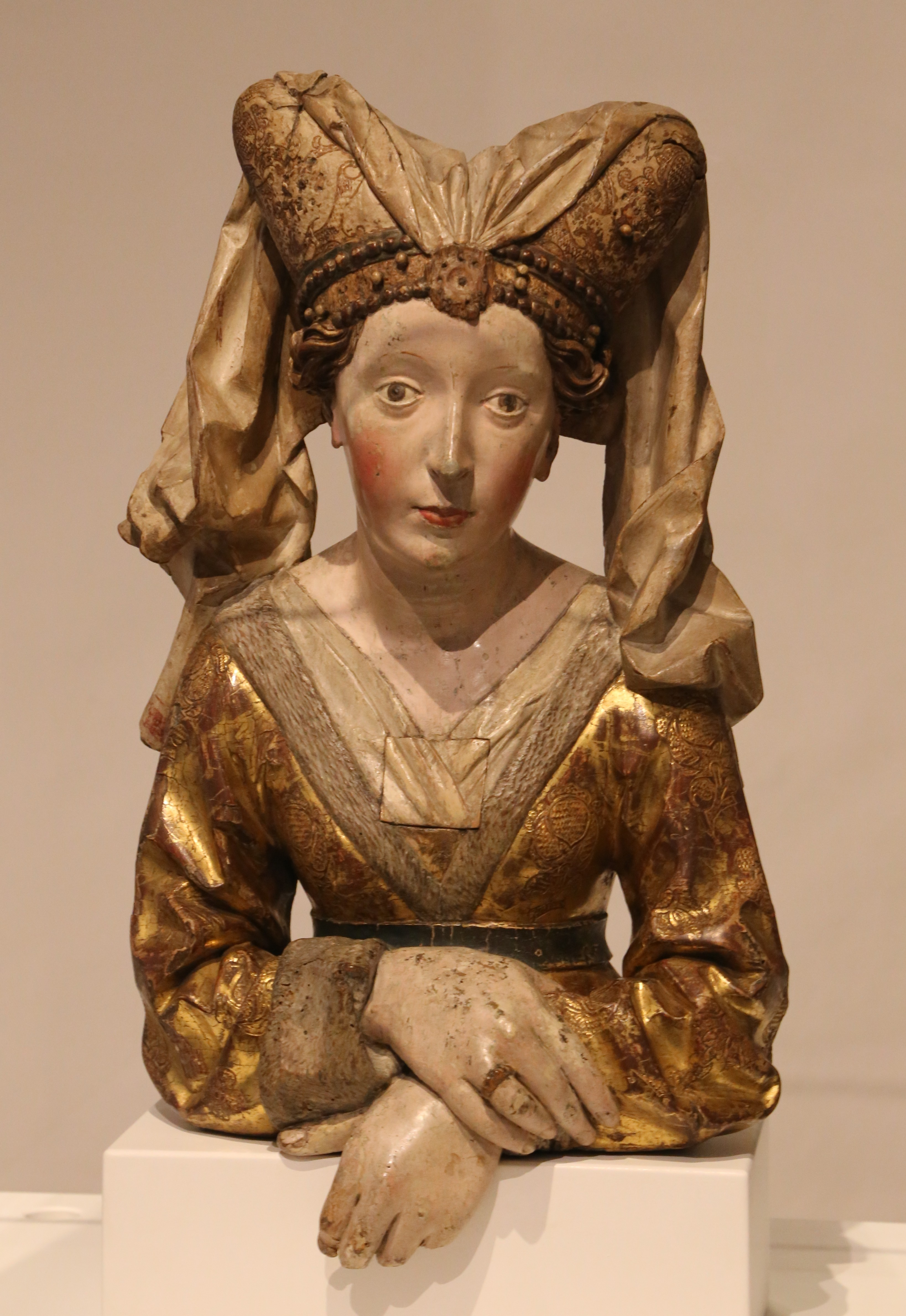
Бюст Марии Магдалины. Между 1475 и 1480. Дерево, роспись. Музей Ульма
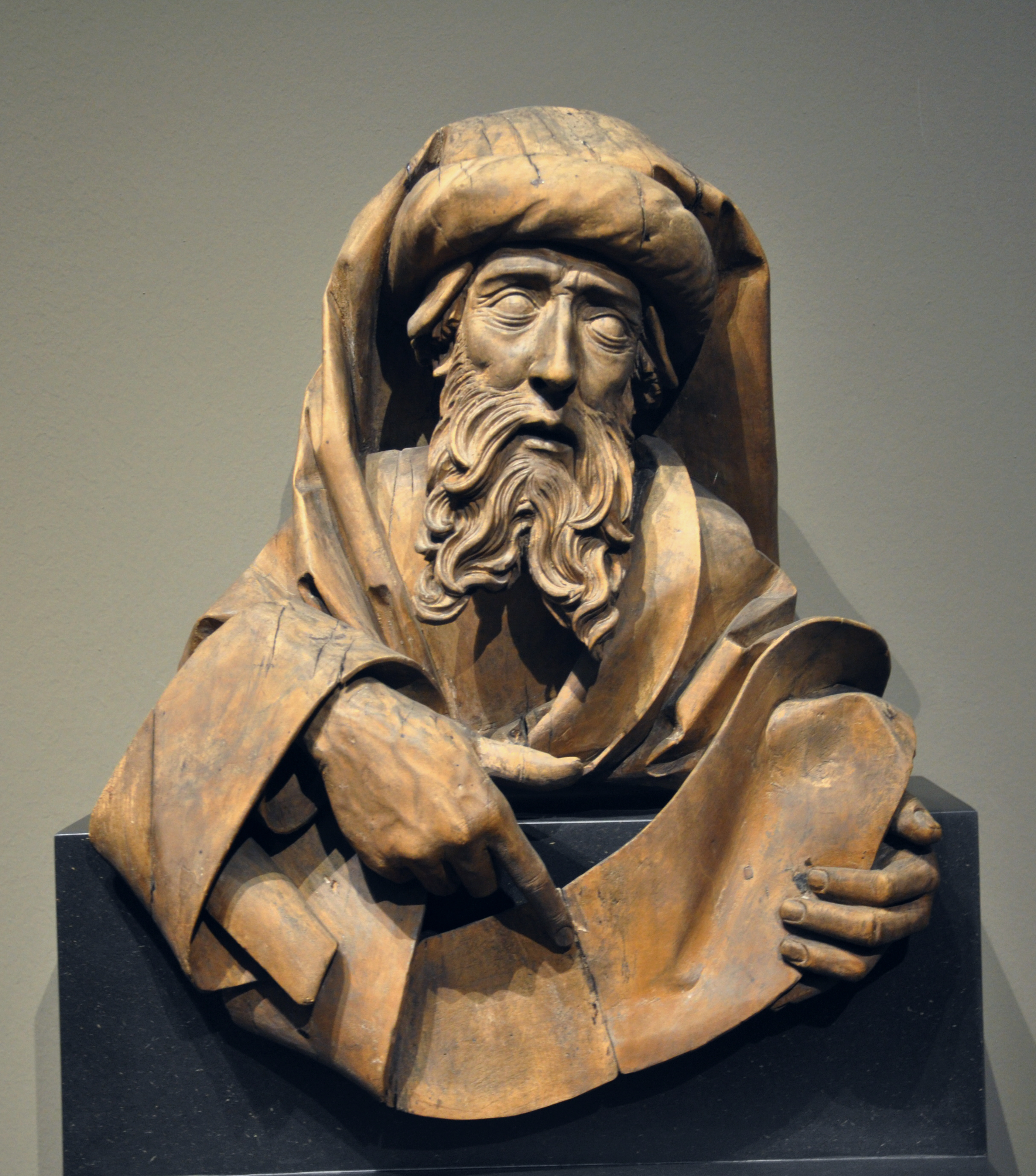
Бородатый пророк. 1490–1495. Дерево. Либиг-хаус,  Франкфурт-на-Майне
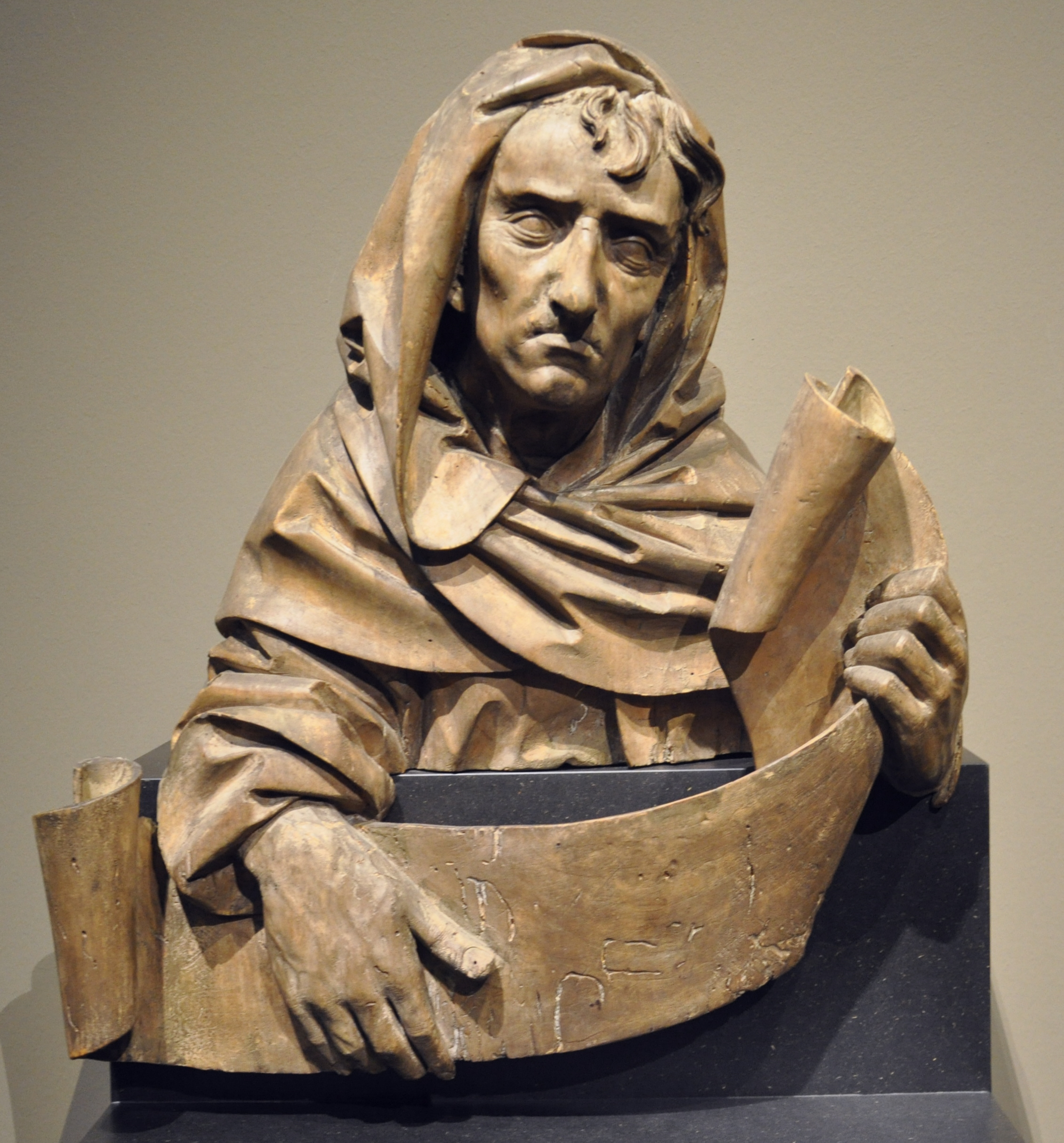
Безбородый пророк. 1490–1495. Дерево. Либиг-хаус,  Франкфурт-на-Майне
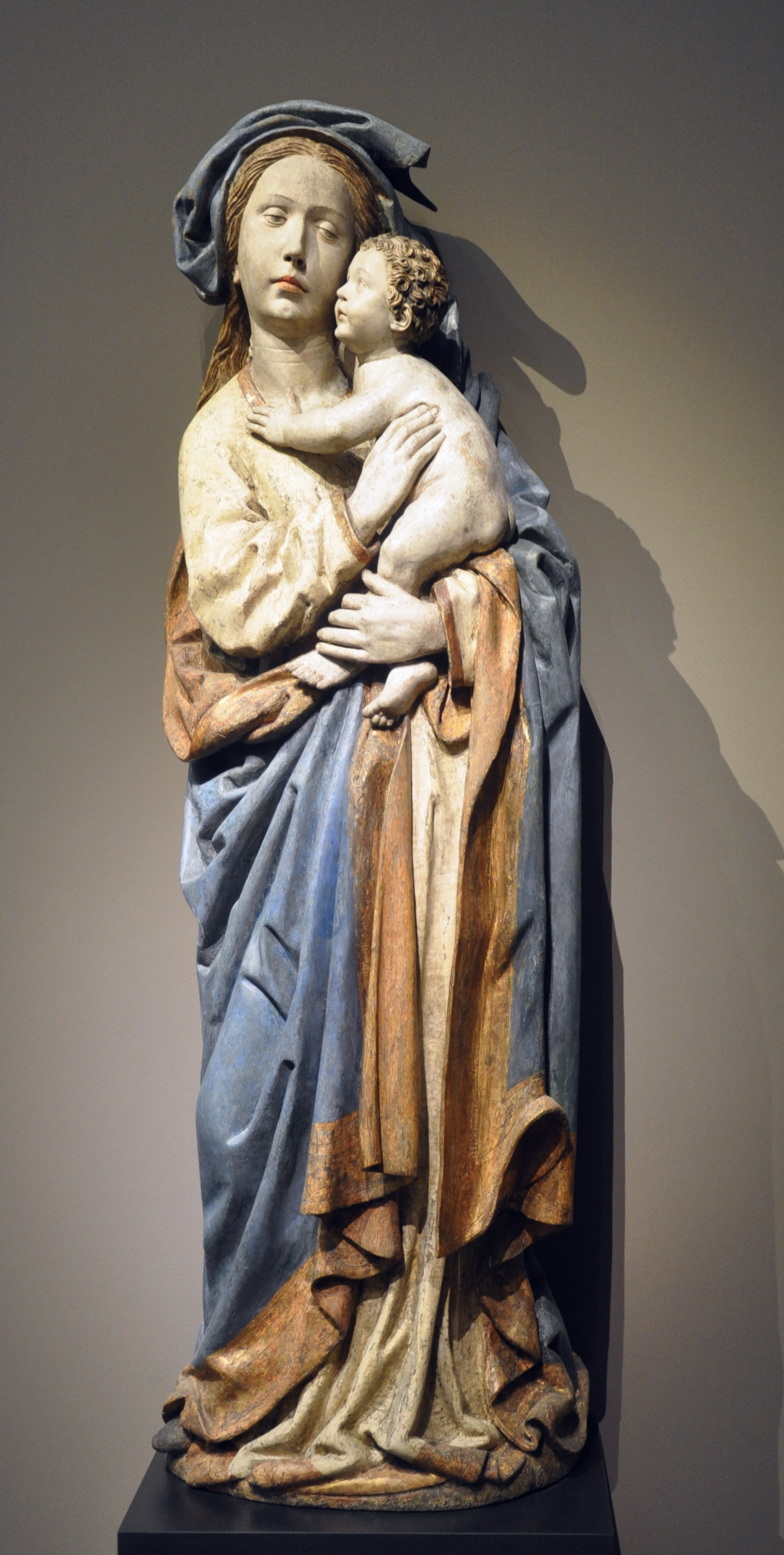
Mадонна с Младенцем. Ок. 1475. Дерево, роспись. Либиг-хаус,  Франкфурт-на-Майне
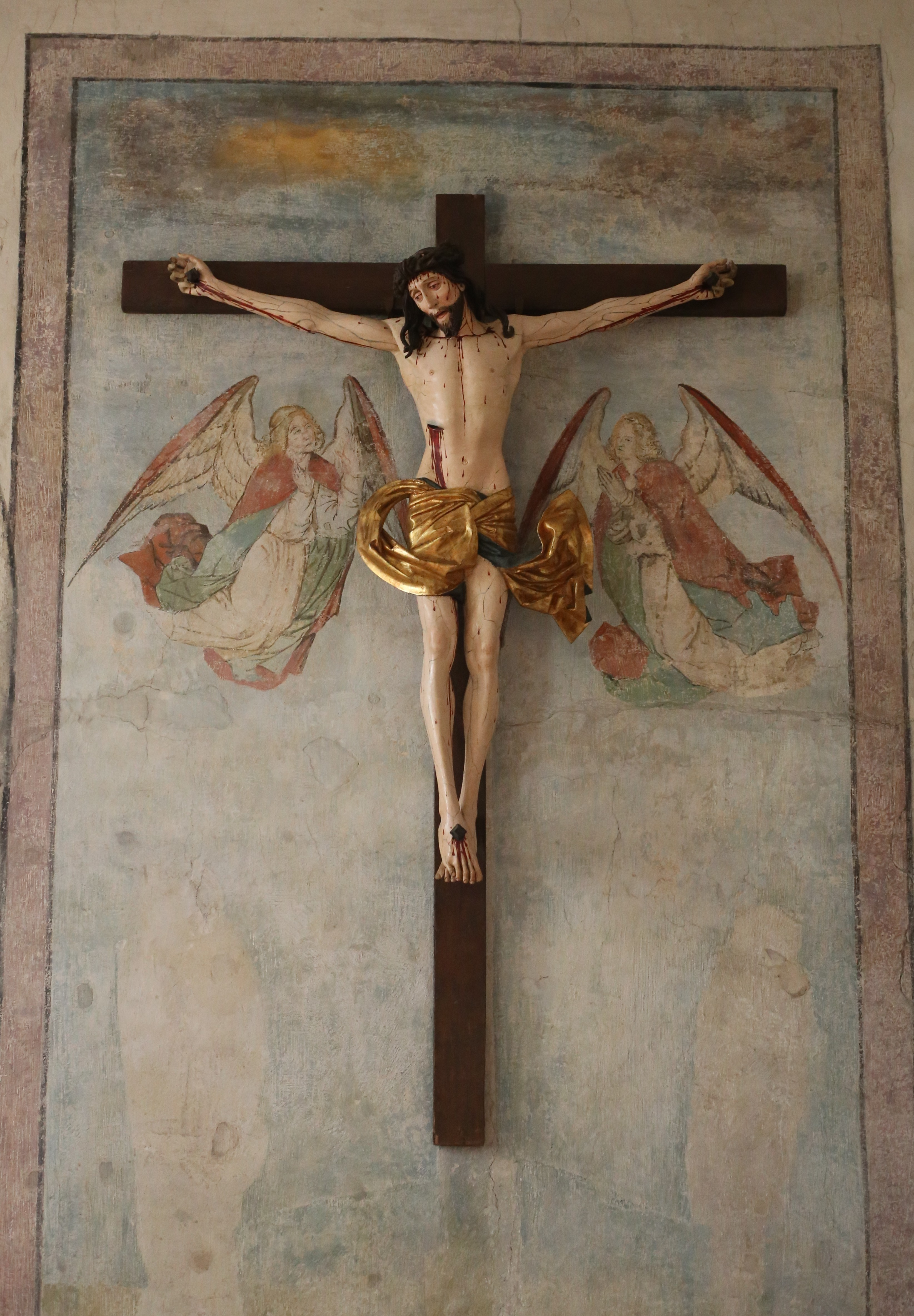
Распятие. Ок. 1490. Дерево. Собор, Ульм
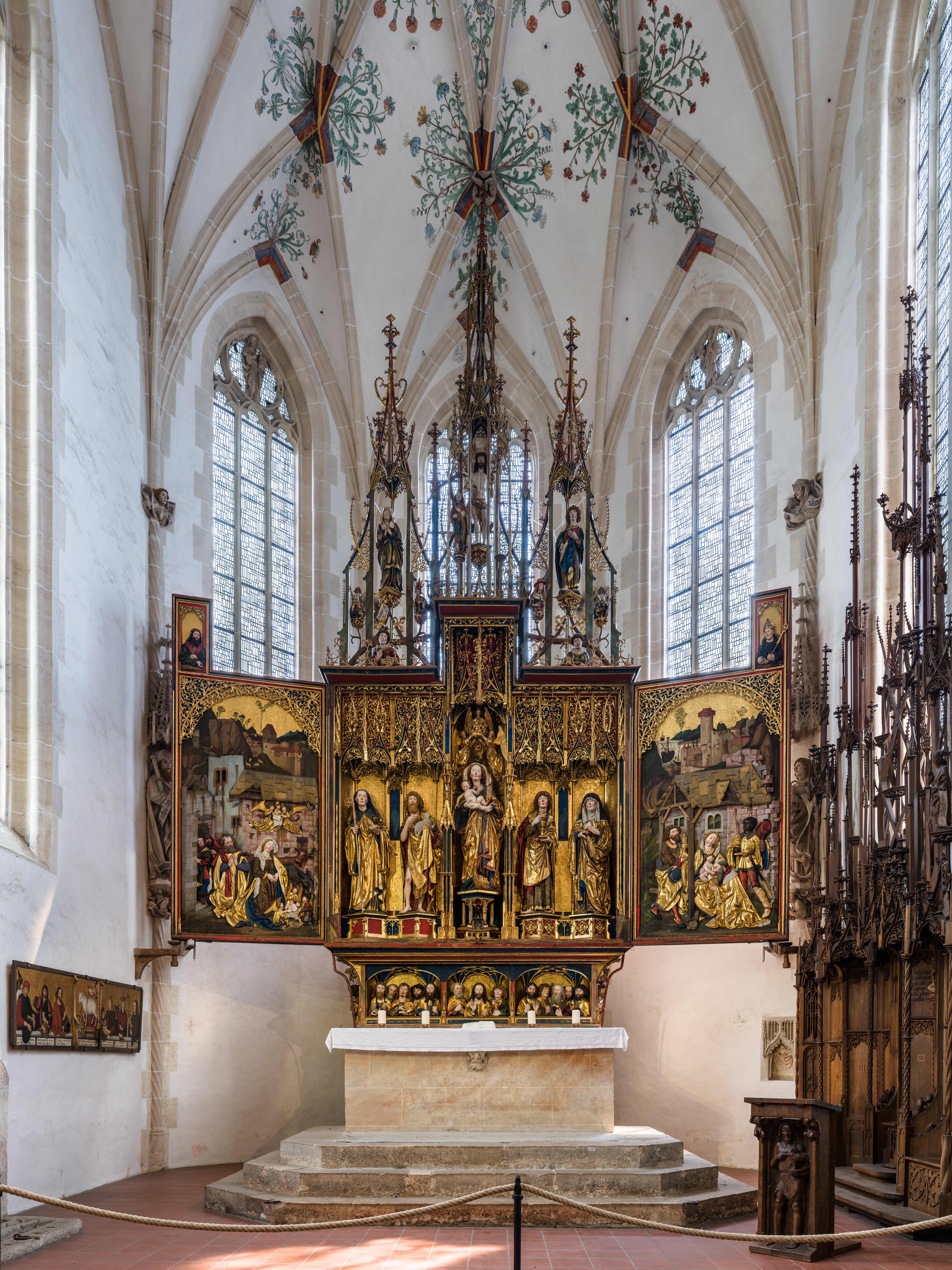
Главный алтарь монастырской церкви в Блаубoйрене. 1493—1494
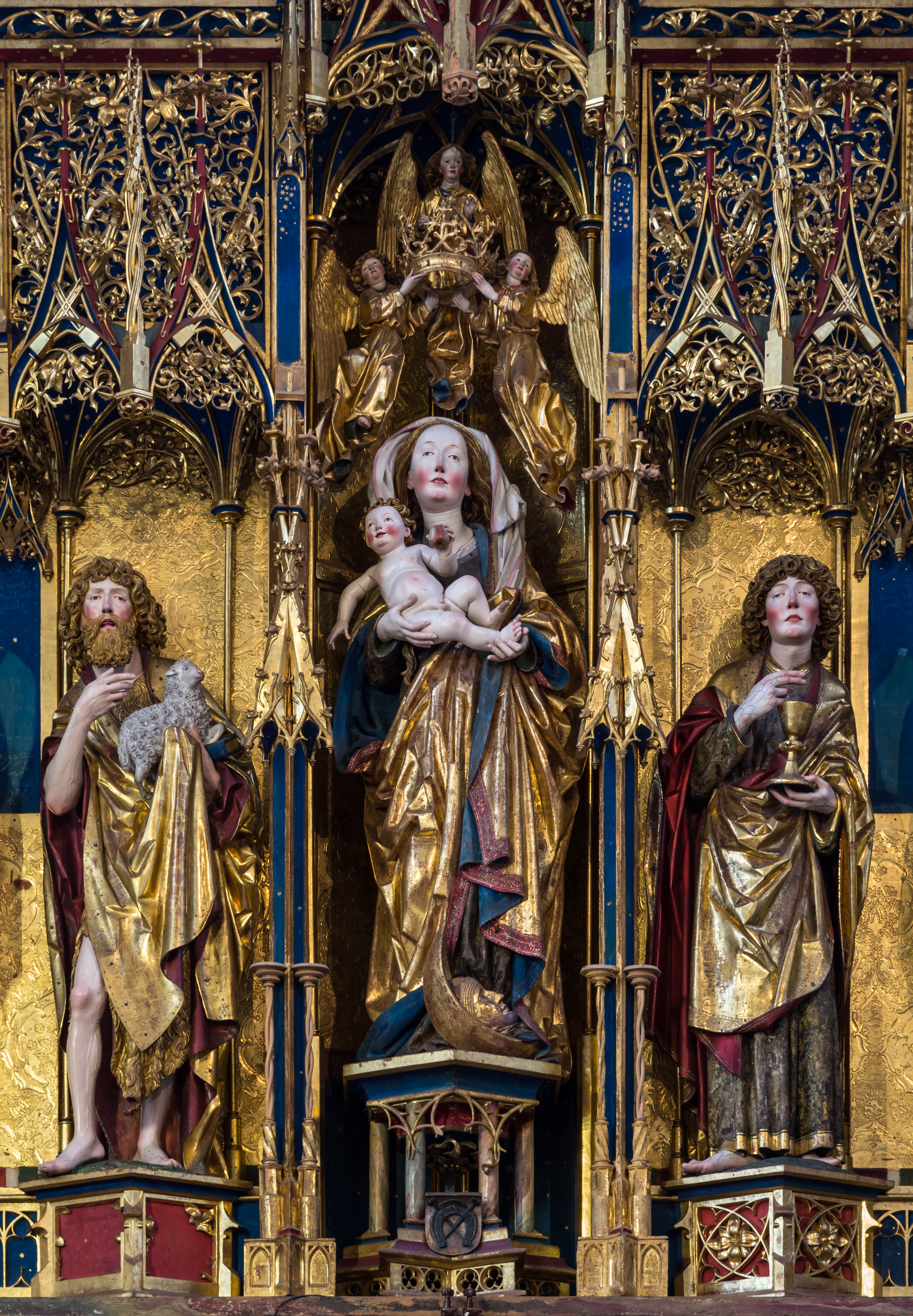
Центральная часть алтаря
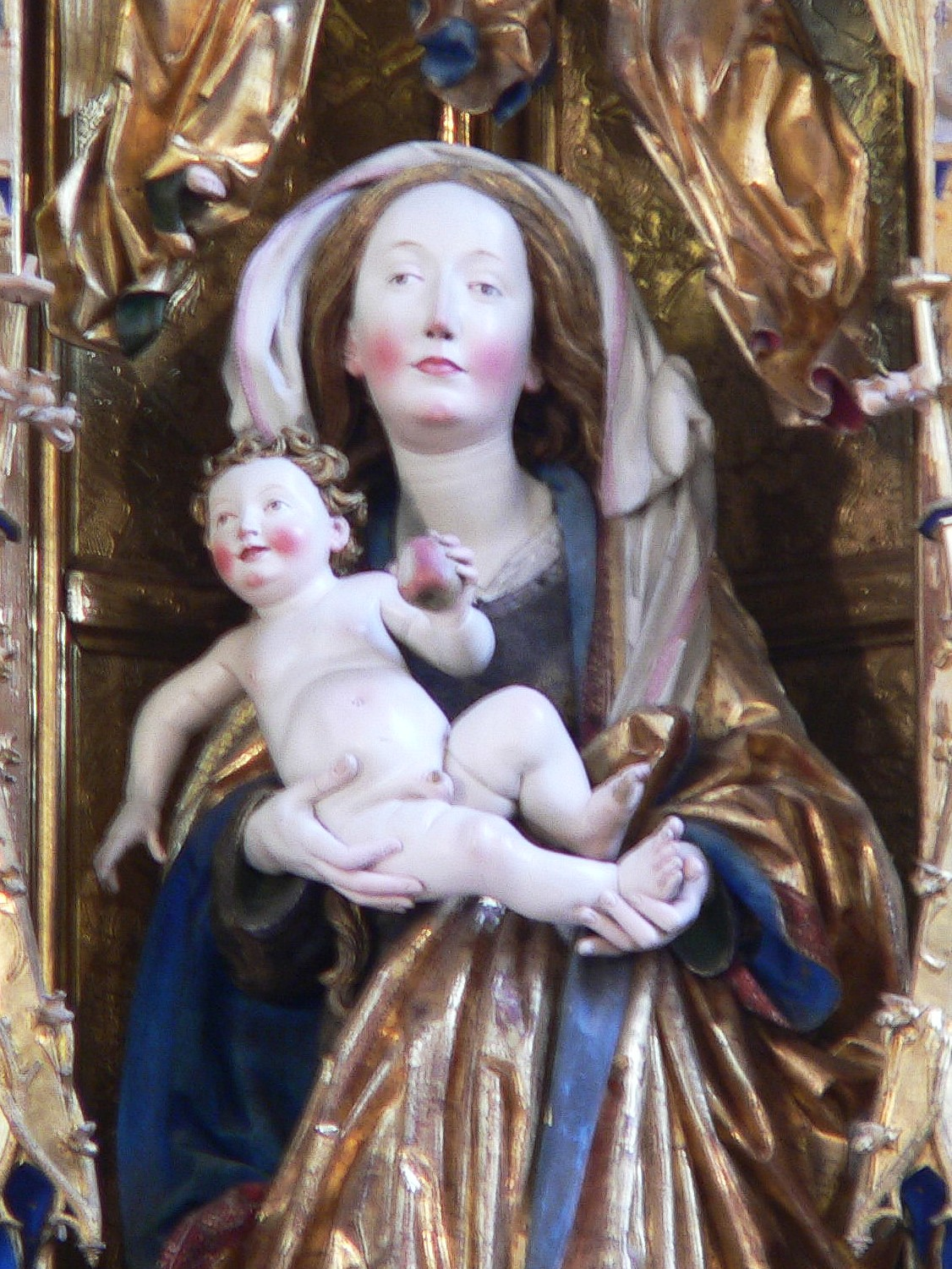
Алтарь Блаубойрен. Дева Мария с Младенцем
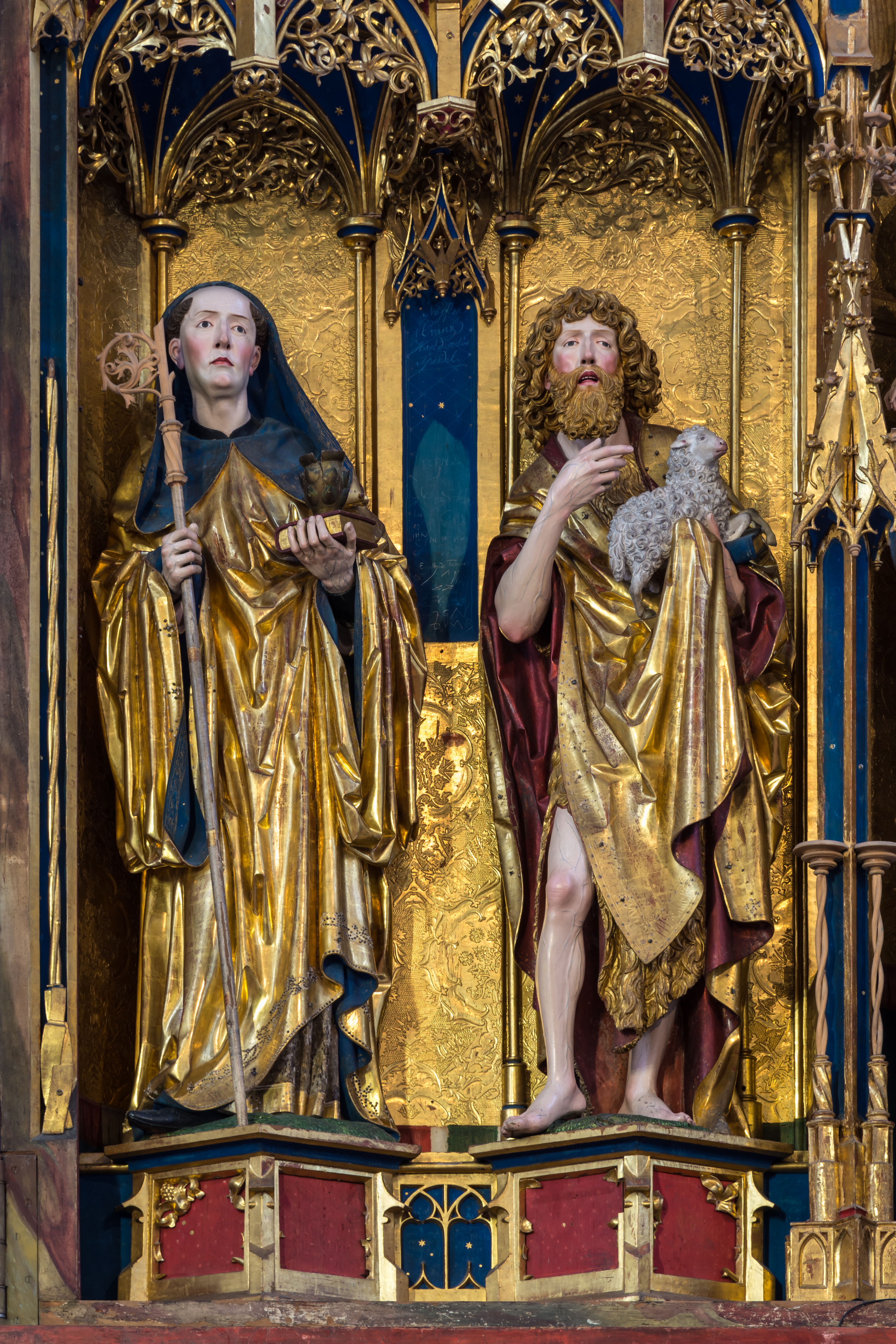
Алтарь Блаубойрен. Иоанн Креститель (справа) и Святой Бенедикт
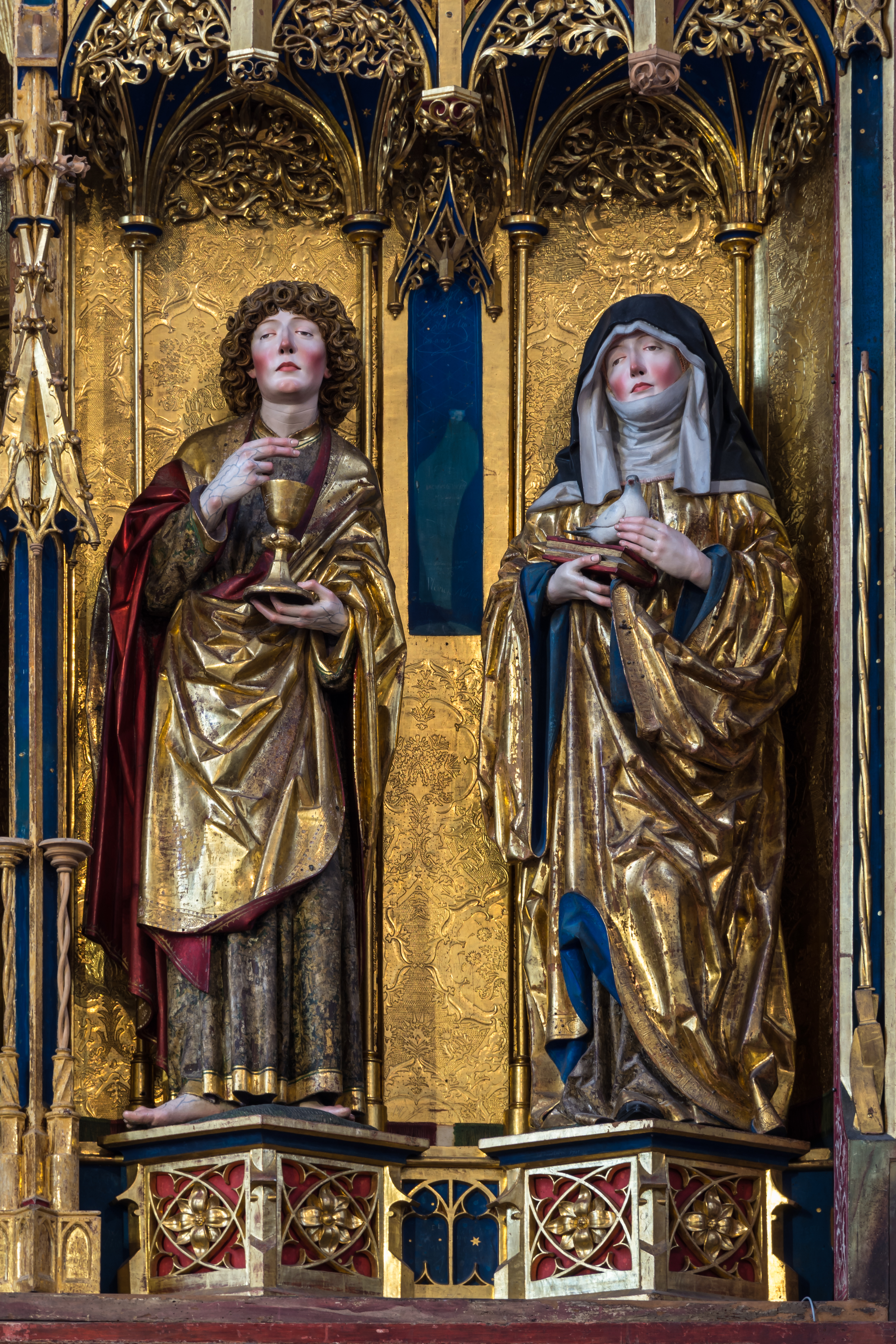
Алтарь Блаубойрен. Иоанн Евангелист (слева) и  Святая Схоластика